# Rivermen de Peoria
Pour les articles homonymes, voir Rivermen de Peoria (homonymie).
Les Rivermen de Peoria sont une franchise professionnelle de hockey sur glace qui a existé de 2005 à 2013.
Logo : Un pilote de bateau à vapeur à la barre.
Titres de division : Aucun
Titres de saison régulière : Aucun
Championnats gagnés:  Aucun

## Histoire
La franchise a été créée à l'issue du déménagement des IceCats de Worcester à Peoria dans l'Illinois en 2005. Le nom de Rivermen de Peoria avait déjà été porté précédemment par deux autres équipes, l'une dans la Ligue internationale de hockey de 1984 à 1996 et l'autre dans l'ECHL de 1996 à 2005.
La LAH a annoncé le 14 juin 2013 que la franchise est transférée à Utica dans l'État de New York sous le nom des Comets d'Utica à partir de la saison 2013-2014.
Une nouvelle équipe se nommant les Rivermen de Peoria évoluant dans la Southern Professional Hockey League a remplacé l'ancienne équipe dès la saison 2013-14.

## Statistiques
| Saison    | PJ | V  | D  | DP | DTB | BP  | BC  | Pts | Classement          | Séries éliminatoires |
| --------- | -- | -- | -- | -- | --- | --- | --- | --- | ------------------- | -------------------- |
| 2005-2006 | 80 | 46 | 26 | 3  | 5   | 253 | 226 | 100 | 3e, Division Ouest  | Éliminés au 1er tour |
| 2006-2007 | 80 | 37 | 33 | 2  | 8   | 221 | 242 | 84  | 5e, Division Ouest  | Non qualifiés        |
| 2007-2008 | 80 | 38 | 33 | 4  | 5   | 247 | 242 | 85  | 7e, Division Ouest  | Non qualifiés        |
| 2008-2009 | 80 | 43 | 31 | 2  | 4   | 215 | 211 | 92  | 2e Division Ouest   | Éliminés au 1er tour |
| 2009-2010 | 80 | 38 | 33 | 2  | 7   | 233 | 248 | 85  | 5e Division Ouest   | non qualifiés        |
| 2010-2011 | 80 | 42 | 30 | 3  | 5   | 223 | 218 | 92  | 3e Division Ouest   | Éliminés au 1er tour |
| 2011-2012 | 76 | 39 | 33 | 2  | 2   | 217 | 207 | 82  | 4e Division Midwest | non qualifiés        |
| 2012-2013 | 76 | 33 | 35 | 5  | 3   | 195 | 241 | 67  | 5e division Midwest | non qualifiés        |

## Entraîneurs
- Steve Pleau (2005-06)
- Dave Baseggio (depuis 2006)

## Records d'équipe

### En une saison
Buts : 25  Mike Glumac (2005-06)
Aides : 48  Mike Mottau (2005-06)
Points : 67  Jon DiSalvatore (2005-06)
Minutes de pénalité : 247  Rocky Thompson (2005-06)
Buts encaissés par partie : 2,63  Jason Bacashihua (2005-06)
% Arrêt : (2005-06) 90,3 % Jason Bacashihua (2005-06)

### En carrière
Buts : 25 Mike Glumac
Aides : 48 Mike Mottau
Points : 67 Jon DiSalvatore
Minutes de pénalité : 247 Rocky Thompson
Victoires de gardien : 16  Autriche Reinhard Divis
Blanchissages :
Nombre de parties : 80  Blake Evans